# Richard Clapperton
Pour les articles homonymes, voir Clapperton (homonymie).
Richard Clapperton, né le 5 décembre 1934 à Édimbourg, et mort en 1984, est un écrivain écossais, auteur de roman policier.

## Biographie
Durant son service militaire en Australie, dans les années 1950, il commence à écrire des nouvelles qui sont publiées dans Australian Monthly, Alfred Hitchcock's Mystery Magazine, Argosy, John Bull et le Sydney Sun.
En 1968, il publie son premier roman policier, Jamais le lundi (No News On Monday) dans lequel il crée le détective privé écossais Peter Fleck qui exerce ses activités à Sydney. On retrouve ce personnage dans Piège aux antipodes (Sentimental Kill) paru en 1976.

## Œuvre

### Romans

#### SériePeter Fleck
- No News on Monday (1968) (autre titre You're a Long Time Dead) Publié en français sous le titre Jamais le lundi, Paris, Presses de la Cité, coll. « Un mystère », 3e série no 14, 1969
- Sentimental Kill (1976) Publié en français sous le titre Piège aux antipodes, Paris, Gallimard, coll. « Super noire » no 59, 1977

#### Autre roman
- Victims Unknown (1970)

### Nouvelles
- Sense of Direction (1955)
- The Buoy from Mars (1956)
- Between Ports (1957)
- I Will Remember (1957)
- Skin Driver's Knife (1957) Publié en français sous le titre L'Ancre révélatrice, Paris, Opta, Alfred Hitchcock magazine no 45, janvier 1965
- Marabou Rock (1958)
- Pearl Fever (1959)

## Sources
: document utilisé comme source pour la rédaction de cet article.
- Claude Mesplède (dir.), Dictionnaire des littératures policières, vol. 1 : A - I, Nantes, Joseph K, coll. « Temps noir », 2007, 1054 p. (ISBN 978-2-910-68644-4, OCLC 315873251), p. 435